# Flugplatz Richard Toll

i7
i11
i13
Der Flugplatz Richard Toll (französisch Aérodrome de Richard Toll, IATA-Code: RDT, ICAO-Code: GOSR) ist ein Flugplatz im Norden Senegals. Er liegt außerhalb der Stadt Richard Toll in der Region Saint-Louis.
Der Flugplatz wird von der Regierung Senegals für die zivile Luftfahrt betrieben. Er liegt an der Nationalstraße N2 rund vier Kilometer südöstlich des Stadtzentrums von Richard Toll.